# 东沟镇 (南京市)
东沟镇曾是中华人民共和国江苏省南京市六合区下辖的一个乡镇级行政单位。2012年8月已与龙袍镇合并改制为龙袍街道。

## 行政区划
东沟镇下辖以下地区：
蔡庄社区、东沟社区、大河口社区、金塘村、熊柳村、新生村、孙赵村、东河村、张窑村和团结村。